# Siri Hustvedt
Siri Hustvedt (født i 1955 i Northfield, Minnesota) er en amerikansk digter, romanforfatter og essayist. Hustvedt har norske rødder.

## Baggrund
Hustvedts forældre var den norske historiker Ester Vegan og den norsk/amerikanske professor i skandinavisk litteratur Lloyd Hustvedt. 
 I 1967-1968 var familien bosat i Bergen, Norge hvor Hustvedt og hendes tre yngre søskende var indskrevet på en norsk Rudolf Steiner skole.
Hustvedt har en Ph.d. fra Columbia University. Hun arbejder i sin skønlitteratur med symbolisme og har ofte brugte voyeurismen som tema. Hun er nu bosat i Brooklyn, New York og var gift med forfatteren Paul Auster indtil dennes død. Sammen har parret har datteren Sophie Auster, der er sanger og skuespiller.